# Ancistrona vagelli
Ancistrona vagelli är en insektsart som först beskrevs av J.C. Fabricius 1787.  Ancistrona vagelli ingår i släktet Ancistrona och familjen spolätare. Inga underarter finns listade i Catalogue of Life.